# Sainte-Thècle
Pour les articles homonymes, voir Thècle.
Sainte-Thècle est une municipalité canadienne du Québec située dans la municipalité régionale de comté de Mékinac, dans le bassin hydrographique de la Batiscanie et dans la région administrative de la Mauricie. Cette localité qui occupe 213,5 km2 au total dont 211,77 km2 de superficie terrestre, est particulièrement reconnue pour sa villégiature autour de ses 55 lacs qui parsèment son territoire. Sa forêt et ses paysages de montagnes offrent des panoramas exceptionnels pour les touristes et les villégiateurs.
Sainte-Thècle attire également une population qui s'adonne à la chasse, la pêche, aux activités en motoneige et véhicules tout-terrain, et aux autres sports extérieurs. L'église, le presbytère et le cimetière, situés sur la colline dominante du village, constituent un patrimoine historique de grand intérêt. Les industries agricole et forestière ont marqué son histoire.

## Toponymie
La dénomination « Sainte-Thècle » a été attribuée à la paroisse catholique, aux municipalités (paroisse et village) et aux commissions scolaires locales (paroisse et village) de la localité de Sainte-Thècle. Ce toponyme provient de sainte Thècle, vierge martyre du Ier siècle, convertie à la chrétienté et instruite par saint Paul lors de son premier voyage missionnaire. Thècle est née dans l'Isaurie en Turquie. Saint Tite et sainte Thècle ayant vécu à la même époque, le nom de cette vierge a été retenu pour la fondation canonique de cette paroisse de la Moyenne-Mauricie par le décret du 15 mars 1873 édicté par Louis-François Richer Laflèche, évêque du diocèse de Trois-Rivières. D'ailleurs, Moïse Proulx, curé de Saint-Tite desservit la paroisse de Sainte-Thècle jusqu'en 1880, soit jusqu'à l'arrivée du premier curé résident.
La toponymie des rangs de la paroisse incarne l'élan de chrétienté du XIXe siècle : Saint-Joseph, Saint-Michel, Saint-Pierre, Saint-Georges et Saint-Thomas. La partie Est de ce dernier a été rattachée à la municipalité de Sainte-Thècle en 1891.
Les principaux artères du village de jadis sont les rues Notre-Dame, Saint-Jacques, Masson, Grenier, Lacordaire, Tessier, de la Station, et Du Pont. Cette dernière rue tire sa désignation du pont flottant sur le lac Croche, qui reliait le village dans bas au rang St-Michel (nord). Avec l'expansion du village, la toponymie des nouvelles rues a connu un courant patronymique: rues Bédard, Veillette, Vallée, Piché, Carré Proteau, Carré Cloutier, route Marcotte, route Marchand… La rue du Centenaire a été érigée lors des grandes festivités de 1973-74, en parallèle à la rue Villeneuve. Plusieurs chemins ont été désignés selon leur contexte géographique, tels que le chemin de l'Anse, le lac du Jésuite, le lac Traverse, le lac Aylwin, le canton Lejeune et le lac Bouton. Le chemin Joseph Saint-Amant au Canton Lejeune rend hommage à cet homme d'affaires de Saint-Tite qui a grandement contribué à l'industrie forestière ; il possédait le moulin à scie dans la ville de Saint-Tite.
La route Charest (désignée ainsi en hommage à Florent Charest dont la famille habitait à Sainte-Thècle, au coin du chemin St-Thomas et de la route Rompré), reliait le chemin Saint-Thomas à la route du lac Pierre-Paul (à Saint-Tite). Un segment d'environ 1,2 km de cette route a été abandonnée dans les années 1970, en partant de la route du lac Pierre-Paul. La route Rompré (aujourd'hui un segment de la route 352) relie le chemin du rang Saint-Thomas au chemin Saint-Émile (Saint-Adelphe).
À la fin du XIXe siècle, le village de Sainte-Thècle était départagé en deux zones principales: le village d'en bas (soit le plus ancien, situé entre le lac Croche et le lac-aux-Chicots) et le village de la gare (qui s'est constitué grâce à la gare du chemin de fer; le chemin de fer étant arrivé à Sainte-Thècle en 1887). Finalement l'érection de l'église, à partir de 1903, engendra la construction des rues Saint-Jacques et Masson, créant ainsi un troisième village.

## Histoire

### Chronologie municipale
- 23 septembre 1874: la municipalité de la paroisse de Sainte-Thècle est officiellement constituée à la suite de la parution du décret gouvernemental dans la Gazette Officielle du Québec.
- 27 avril 1909: la municipalité du village de Sainte-Thècle est créée et son territoire (village d'en haut et de la gare) se détache de la municipalité de la paroisse.
- 1958: le secteur du village d'en bas se détache de la municipalité de la paroisse et se fusionne à la municipalité du village.
- 1er janvier 1982: mise en place de la MRC de Mékinac (municipalité régionale de comté) qui succède alors à la corporation de comté qui avait été mis sur pied en 1855. La MRC de Mékinac est une organisation supramunicipale dont le territoire englobe toutes les municipalités de la zone Mékinac. Les pouvoirs de MRC s’appuient à la fois sur des compétences obligatoires prévues par la loi et sur des compétences supplémentaires selon la volonté des municipalités de son territoire de mettre en commun des services.
- 7 juin 1989: fusion entre la municipalité de la paroisse et celle du village de Sainte-Thècle pour former la municipalité de Sainte-Thècle.

### Chronologie scolaire
- 1878: création de la première commission scolaire de Sainte-Thècle. La première réunion de la commission scolaire s'est tenue le 4 mars 1878 en la résidence de Théophile Magnan[7].
- 1915: séparation du territoire de Sainte-Thècle en deux commissions scolaires: village et paroisse.
- 1949: fusion des deux commissions scolaires.
- 1965: fondation de la CSRM (Commission scolaire régionale de la Mauricie) pour desservir tout l'enseignement de niveau secondaire à partir du 1er juillet 1965. Tandis que la Commission scolaire de Sainte-Thècle continue d'encadrer l'enseignement de niveau primaire.
- 1969: cessation de l'enseignement de niveau secondaire 3 et plus, en juin 1969, à Sainte-Thècle. Dorénavant, cet enseignement est dispensé à la polyvalente Paul Le Jeune à Saint-Tite qui a débuté en septembre 1969.
- 1er juillet 1972: fusion de la Commission scolaire de Sainte-Thècle avec la Commission scolaire de Normandie laquelle avait déjà la charge depuis 1969 de l'enseignement de niveau primaire dans toutes les autres paroisses de la zone dite de Normandie (aujourd'hui, équivalent à la MRC de Mékinac).
- 1er juillet 1998: la Commission scolaire de Normandie est dissoute au 30 juin 1998, pour faire place au 1er juillet 1998 à la Commission scolaire de l'Énergie qui a la charge d’administrer l’élémentaire et le secondaire sur le même territoire que l'ex-CSRM (territoire s'étendant de Mont-Carmel, jusqu’à Parent (Québec) en Abitibi).

### Chronologie religieuse
- 14 mars 1873: érection canonique de la paroisse catholique de Sainte-Thècle[8].
- 19 septembre 1876 - Don par acte notarié du seigneur John Price d'un lot à la Fabrique de Sainte-Thècle dans le but d'y ériger une chapelle.
- 1877 à 1879 - Construction de la chapelle du village d'en bas.
- 1880 - Ouverture des registres des actes de baptêmes, mariages et sépultures de Sainte-Thècle. Auparavant, les actes relatifs aux résidents du Lac-aux-Chicots étaient inscrits aux registres de Saint-Tite.
- 1893 - Agrandissement de la chapelle du village d’en bas, à la suite d’un nouveau décret de l’évêque du 6 octobre 1892. Cet agrandissement a permis l'ajout de 75 bancs alors qu’initialement la chapelle comportait 97 bancs dans son enceinte.
- 1903 - Choix du site de la future église d’en haut et début de la construction de l’église.
- 1903 - Arrivée de Maxime Masson, le 6 février 1903, comme curé de Sainte-Thècle. Sa cure dura 52 ans.
- 1904 - Approbation le 18 novembre 1904 du nouveau cimetière, au sommet du plus haut coteau entre les deux villages : celui de la gare et celui d’en bas.
- 18 septembre 1905 – Dernière sépulture dans le cimetière du village d’en bas. Il s’agit de la dépouille de Marie Paquin, épouse de François Béland.
- 24 septembre 1905 – Première célébration religieuse dans la nouvelle église. La vente des bancs s'est fait le même dimanche après la grande messe.
- 1905 – Construction d'un chemin de croix à l’intérieur de l’église.
- 1907 et 1908 - Érection du chemin de croix dans la sacristie.
- 1914 - Acquisition de la grande orgue de l’église, en remplacement de l'ancien orgue qui provenait de la chapelle.
- 1932 - Nouvelle phase d'aménagement de la finition de l'intérieur de l’église, notamment par le célèbre peintre Louis-Édouard Monty.
- 1938 - Fabrication par le curé Maxime Masson d'un lion en ciment, installé sur un socle extérieur du côté nord-est de l'église, symbolisant que la Fabrique de Sainte-Thècle est libérée de la dette générée par la construction de l'église de 1903 à 1905.
- 3 août 1938 – Un ouragan fait tomber les deux clochers de l’église de Sainte-Thècle. Plusieurs maisons et d’autres bâtiments ont été endommagés.
- avril 1939 – Début des travaux de réalisation des tableaux ornant les murs et la voûte de l’église, par Louis-Édouard Monty, artiste de Montréal. Le Curé Maxime Masson réalise les peintures au plafond de la sacristie.
- 1er juillet 1955 – Fin de la curé de 52 ans du curé Maxime Masson (15 octobre 1867 à Saint-Justin - 2 octobre 1960 à Pointe-du-Lac).
- mars 1965 - Installation d'un nouvel autel dans le chœur de l'église permettant au célébrant d'être face à l'audience.
- 1974 - Installation de la pierre souvenir dans le parterre devant l'église, au terme des festivités du centenaire canonique et civil de Sainte-Thècle. Cette pierre a été déménagée en 2017 dans le parterre face au presbytère.
- 1983 - Fin de la cure (1962-1985) de André Morin (né le 24 février 1907 au Lac-à-la-Tortue).
- 1987 - Reconstitution du maître-autel dans le chœur de l'église.
- février 1993 - L'église a servi de scène au tournage du mariage dans la série télévisée "Blanche" à Radio-Canada.
- 2 octobre 2017- Inauguration de la fontaine face à l'église, sur le même site que l'ancienne fontaine de l'époque du curé Masson. Élargissement de la rue St-Jacques pour créer des places de stationnement devant l'église[9].
- 1er janvier 2018 - Création de la nouvelle fabrique de la paroisse Saint-Cœur-de-Marie comprenant les fabriques de Notre-Dame-des-Anges, Saint-Éloi-les-Mines, Saint-Rémi-du-Lac-aux-Sables, Saint-Léopold d'Hervey-Jonction, Sainte-Thècle et Saint-Adelphe.
- 10 juin 2018 - Inauguration de la nouvelle fabrique en présence de l'évêque du diocèse de Trois-Rivières Luc Bouchard.
- 5 septembre 2018 - Fin de la cure de 33 ans (2e plus longue de l'histoire de Sainte-Thècle) de Gérald Baril, soit depuis 1985.
- 6 septembre 2018 - Entrée en fonction du nouveau prêtre modérateur, l'abbé Benoit Muhindo Matiri, de la paroisse Saint-Cœur-de-Marie.
- Été 2018 - Rénovation de l'intérieur du calvaire du cimetière de Sainte-Thècle.

## Géographie
Sainte-Thècle est située à la jonction des routes 153 et 352. La route 153, d'orientation nord-sud, relie Yamachiche jusqu'au Lac-aux-Sables, via Saint-Tite. Sur son passage à Sainte-Thècle, la route 153 couvre le trajet du chemin Saint-Georges (Sud), la rue Notre-Dame, la rue Saint-Jacques et le chemin Saint-Pierre-Nord. Tandis que la route 352 part de Trois-Rivières, passe par Saint-Stanislas et Saint-Adelphe; puis arrive à Sainte-Thècle, par le chemin Saint-Thomas-Sud, pour se terminer à l'intersection de la route 153 à l'extrémité sud du village de Sainte-Thècle (près de l'ancienne gare).
La municipalité de Sainte-Thècle est bordée par Saint-Tite au sud, Grandes-Piles au sud-ouest, Saint-Roch-de-Mékinac au sud-ouest, Trois-Rives au nord, Lac-aux-Sables au nord et Saint-Adelphe au sud-est. Presque tout le territoire de Sainte-Thècle fait partie du bassin versant de la rivière Batiscan, sauf une zone à l'extrémité nord-Est (à la limite de Trois-Rives) et une autre petite zone près du lac du Missionnaire au nord-est.
En Moyenne-Mauricie, les plus hautes montagnes laurentiennes sont généralement situées dans la partie nord-ouest de la municipalité de Sainte-Thècle ou les municipalités voisines. Une douzaine de sommets dépassent 400 mètres d'altitude. Ces hautes montagnes ceinturent les principaux lacs suivants : lac Éric (Grandes-Piles), lac Vlimieux (Saint-Roch-de-Mékinac), lac Bouton, lac Thom, lac du Missionnaire (partie Nord), le lac du Jésuite, lac de l'aqueduc et la zone au nord-ouest du rang Saint-Joseph-Sud.

### Hydrographie
Le territoire de Sainte-Thècle se caractérise par trois bassins versants de la Batiscanie et deux de la rivière Saint-Maurice.
La rivière Mékinac dont le parcours part du lac Mékinac pour se déverser dans la rivière Saint-Maurice, en Moyenne-Mauricie. La partie nord du Le Jeune se déverse vers la rivière Mékinac, notamment le lac Bouton et le lac Lejeune. Ce dernier rejoint le ruisseau Thom via le lac Bouchard, le lac George et le lac Thom. Le ruisseau Thom se déverse dans la rivière Mékinac au village de Saint-Joseph-de-Mékinac.
La rivière Mékinac du Nord dont le segment nord a une longueur de 19 km. Cette rivière prend sa source à Sainte-Thècle, au 3e lac Champlain. Les eaux se déversent vers le sud subséquemment dans le 2e lac, puis le premier lac Champlain. Le parcours de la rivière se poursuit vers le sud, en traversant les lacs Cobb-Dorval (à 2,4 km de l'embouchure du lac suivant) et Pélard (à 2,8 km de l'embouchure du petit lac Dorval). La limite de Sainte-Thècle et de Grandes-Piles est juste au sud du lac Pélard; puis l'eau descend vers le lac "à Pierre" et le petit lac Dorval (situé à 3 km du lac Roberge. Au sud du lac Cobb-Dorval, la rivière recueille une autre décharge venant de l'ouest qui déverse les eaux des lacs Embryon, "du canard" et Bouton. Au centre du lac Nicolas, la rivière reçoit du côté Est, la décharge du lac Fontaine (Grandes-Piles). Finalement la rivière se déverse dans un petit lac situé à l'extrémité nord-ouest du lac Roberge. Ce petit lac reçoit aussi les eaux du 2e lac Roberge dont la décharge coule vers le sud-est. Finalement la décharge d'une centaine de mètres de ce petit lac se déverse dans le lac Roberge;
La rivière des Envies qui traverse le rang St-Joseph (direction Sud), en prenant sa source au lac de la Traverse, constitue le bassin hydrographique le plus important. Cette rivière traverse tout le territoire de Saint-Tite (en passant par le rang des Pointes), Saint-Séverin et se jette dans la rivière Batiscan au village de Saint-Stanislas;
La rivière Pierre-Paul prend sa source au lac Pierre-Paul, situé dans la partie est du territoire de Saint-Tite. Le cours principal de la rivière décrit un grand « Z » en traversant un territoire surtout agricole (une partie forestière en début de parcours). La rivière se dirige d'abord vers le nord dans Sainte-Thècle, en drainant le rang Saint-Thomas (Sud). La rivière fait une incartade sur deux lots du rang Saint-Georges (Sud). De là, la rivière bifurque à près de 160 degrés sur la droite pour se diriger vers le sud, en ramassant la décharge du ruisseau Gagnon qui draine une partie du rang Saint-Georges (Sud). La rivière traverse la route Charest et coupe en diagonale six lots de terre du rang Saint-Thomas (Sud). Son parcours traverse la limite de Saint-Adelphe et coupe neuf lots du rang Saint-Émile (Saint-Adelphe) et six lots du rang Saint-Pierre (Saint-Adelphe), avant de faire une petite incartade sur trois lots dans le 4e rang Nord-Est de la rivière des Envies (à Saint-Tite). La rivière Pierre-Paul bifurque alors à 120 degrés vers la gauche pour revenir vers le Nord en traversant quatre lots dans le rang Saint-Pierre de Saint-Adelphe. Son parcours coupe huit lots du rang Saint-Alphonse (Saint-Adelphe) et quelques lots du rang Sud-Ouest de la rivière Batiscan, avant de se jeter dans la rivière Batiscan, à la hauteur du village de Saint-Adelphe (côté sud-ouest).
Tandis que le ruisseau Piché draine une bonne partie du rang Saint-Thomas (dans le sens nord-sud) en coupant perpendiculairement les lots jusqu'à la route 352 (route Rompré) où il devient "Bras de la rivière Pierre-Paul". Cette petite rivière bifurque vers le sud et coupe le chemin Saint-Émile pour se déverser dans la rivière Pierre-Paul (à environ 0,5 km de l'embouchure de cette dernière qui se jette dans la rivière Batiscan).
La rivière Tawachiche a un parcours nord-sud de 25 km entièrement dans la municipalité du Lac-aux-Sables. La rivière traverse la zec Tawachiche avant d'atteindre la limite nord-est du village d'Hervey Jonction où il y a de magnifiques chutes. Puis la rivière longe les limites Sud-Ouest de la municipalité du Lac-aux-Sables et de Sainte-Thècle; elle se jette dans la rivière Batiscan, à la limite du Lac-aux-Sables et de Sainte-Thècle, dans un secteur désigné la "Pee-Wee". Son principal affluent est la rivière Tawachiche Ouest qui se jette dans la rivière Tawachiche à Audy.
Dans l'histoire amérindienne, ces trois rivières sont réputées avoir servi de voie de transport (notamment par canots ou sur les routes de glace) pour rejoindre les lacs et rivières en amont. De nombreuses digues de castors ralentissaient leurs débits. Ces rivières ont aussi servi saisonnièrement au transport du bois par flottaison et quelques moulins à scies se sont établis sur leur parcours.
La rivière Batiscan qui coule vers le sud sur 196 kilomètres, prend sa source au lac Édouard en Haute-Mauricie. Elle coule dans la réserve faunique de Portneuf, en passant par Rivière-à-Pierre, Notre-Dame-de-Montauban, Lac-aux-Sables, Sainte-Thècle (limite), Saint-Adelphe, Saint-Stanislas, Saint-Narcisse, Sainte-Geneviève-de-Batiscan et Batiscan.

## Démographie
| 1986  | 1991  | 1996  | 2001  | 2006  | 2011  | 2016  | 2021  |
| ----- | ----- | ----- | ----- | ----- | ----- | ----- | ----- |
| 2 887 | 2 766 | 2 698 | 2 513 | 2 486 | 2 478 | 2 484 | 2 415 |

En 2011, la municipalité compte un total de 1157 logements privés occupés par les résidents permanents sur un total de 1413 logements.

### Langues
- Le français comme langue maternelle : 98,2 %
- L'anglais comme langue maternelle : 0,4 %
- L'anglais et le français comme première langue : 0,4 %
- Autres langues maternelles : 1,0 %

## Administration
Les élections municipales se font en bloc pour le maire et les six conseillers.
| Sainte-Thècle Maires depuis 2002                                                                                     |                        |                     |          |
| Élection | Maire                  | Qualité             | Résultat |
| 2002 | André C. Veillette     |                     | Voir     |
| 2005 | André C. Veillette     | Voir                |          |
| 2007 | Alain Vallée           |                     | Voir     |
| 2009 | Alain Vallée           | Voir                |          |
| 2013 | Alain Vallée           | Voir                |          |
| 2017 | Alain Vallée           | Voir                |          |
| 2021 | Michel Rheault         |                     | Voir     |
| sept. 2023 | Roxanne Bureau-Grenier | Mairesse suppléante | Voir     |
| oct. 2023 | Jacques Tessier        | Maire suppléant     | Voir     |
| nov. 2023 | Éric Blouin            |                     | Voir     |
| Élection partielle en italique Depuis 2005, les élections sont simultanées dans toutes les municipalités québécoises |                        |                     |          |

## Héraldique
| Passe en semant le bien |
| ----------------------- |

| L'écu de Sainte-Thècle se blasonne ainsi : Tiercé en pairle : au premier d'or au cœur de gueules accompagné en chef d'une couronne du même, au deuxième d'azure à la coline d'or mouvant de la pointe sommé d'un sapin du même, au troisième de gueules aux trois abeilles d'or. Attention : Ce blasonnement n'est pas officiel, il a été établi à partir d'une représentation graphique. |

La devise de la municipalité est « Passe en semant le bien ».
Depuis le milieu du XXe siècle, la localité de Sainte-Thècle utilise ce blason tiercé qui provient du Collège des armoiries du Canada. Son interprétation originale était teintée de l'esprit de la chrétienté. Le blason a été publié le 14 avril 1958, dans le quotidien régional Le Nouvelliste. Le 17 janvier 1973, René Veillette a résumé son interprétation dans une chronique sur l'histoire de Sainte-Thècle, dans le journal Le Dynamique (édité à Saint-Tite, QC). La présente interprétation a été adaptée par l'historien Gaétan Veillette en 2012.
Le triangle doré dans la partie supérieure de l'écu symbolise les saints et les héros de l'histoire, dont l'exemple a inspiré les mœurs. Très utilisée en héraldisme, la couleur dorée signifie l'éclat, la justice, la foi, la force et la constance. Au centre de ce premier tiercé, le cœur signifie la bonté et le dévouement, rappelant la vie et les œuvres de Thècle, patronne paroissiale. La couronne apposée au-dessus du cœur évoque sa sanctification.
Le second tiercé, de couleur bleu d'azur, symbolise la pureté. Le sapin représente l'industrie du bois qui a dominé l'économie locale avec l'agriculture dans toute l'histoire. Ce sapin est planté sur une colline, laquelle indique le plus haut point du village, soit le site de l'église.
Dans le troisième tiercé héraldique, à droite, les abeilles incarnent la population active et vaillante. Étant reconnus comme laborieuses, les abeilles inspirent le respect. En symbiose avec la nature, leur rôle s'avère crucial dans l'écosystème. Le fond rouge indique la solidarité et la persévérance de cette population à travers les épreuves et les enjeux collectifs.
Les feuilles d'érable en arrière-plan caractérisent la beauté et la valeur symbolique de cet arbre fort répandu à Sainte-Thècle. Ils évoquent les nombreuses érablières produisant le légendaire sirop d'érable. La feuille d'érable est aussi l'emblème du pays.
La banderole de la partie inférieure arbore la devise officielle de Sainte-Thècle: "Passe en semant le bien". Cette devise traduit une attitude citoyenne que devrait adopter chacun dans tous les gestes de sa vie. Finalement, le ruban rouge qui lie les deux branches d'érable est signe d'unité.

## Attraits
- Parc Saint-Jean-Optimiste, situé au village, sur le bord du lac Croche (partie sud du lac). Ce site public comporte notamment une plage municipale, une magnifique fontaine d'eau illuminée au milieu du lac, une rampe de mise à l'eau pour les embarcations de plaisance, un débarcadère, un centre de loisirs, des tables de pique-nique, un terrain de volley-ball… et la promenade Laurent Naud, située sur les abords du lac Croche (entre la rue Du Pont et le Parc St-Jean-Optimiste). En hiver, le sentier de patinage est populaire. Plusieurs activités sociales et sportives sont régulièrement organisées au Parc St-Jean-Optimiste.
- Église Sainte-Thècle érigée de 1903 à 1905, située sur la plus haute colline, au cœur du village. Construite sous la direction du curé Maxime Masson, l'église de Sainte-Thècle est un des plus beaux patrimoine religieux de la Mauricie et du Québec[19],[20]
- Cimetière d'en haut (désigné "cimetière Masson"), situé derrière l'église. Il comporte un chemin de croix sculpté en pierre, un magnifique calvaire et de nombreux monuments funéraires anciens qui remémorent la vie des ancêtres. Note: Le cimetière d'en bas est désigné "cimetière Janelle", évoquant l’œuvre de vie du curé Michel Janelle de Sainte-Thècle[21].
- Débarcadère public au lac du Jésuite, dans la partie sud du lac, près de l'embouchure.
- Débarcadère public au lac des Chicots (située chemin Saint-Pierre-Sud, près du village).
- Sentier du Lac-Chnabail (accessible par la route du lac du Jésuite) qui offre une promenade à pied en pleine forêt pour redécouvrir la nature sauvage.
- Club de ski de fond Le Geai Bleu, situé au 2501, chemin Saint-Michel Nord, Sainte-Thècle. Ce centre offre 11,7 km de pistes aménagées.
- Érablières. Sainte-Thècle compte plusieurs érablières pour la production de produits de l'érable à chaque printemps. Certaines érablières comportent une salle pour accueillir des groupes et offrent des repas, notamment l'érablière "Chez Angelo et Anita", située au 1631, chemin Saint-Georges, Sainte-Thècle. L'érablière aux Mille Érables offre également une grande variété de produits d'érable (production biologique) au 1671 chemin St-Georges (route 153)[22].
- Camping Domaine Lac et Forêt, situé au rang Saint-Pierre-Nord, offrant des activités pour tous les groupes d'âge: volley-ball, basket, ballon chasseur, hockey cosom, jeux (extérieurs et intérieurs)… et une piscine de vagues géantes[23].

Par ailleurs, les visiteurs peuvent bénéficier à Sainte-Thècle de nombreux plans d'eau pour la baignade, la navigation de plaisance, des sentiers d'autoneige ou VTT spécialement entretenus, d'activités de chasse et pêche, de camping et de villégiature,.

## Personnalités liées
- Éric Bédard (1976- ), champion olympique en patinage de vitesse de 1998 à 2006.
- Bruno Bordeleau (1868 - 1929), médecin, maire du village de Sainte-Thècle, député provincial et régistrateur du comté de Champlain.
- Josaphat Groleau (1893-1993), homme d'affaires dans l'industrie du bois, maire à la municipalité du village pendant trois périodes 1927-1931, 1947-1955 et 1960-1965. Il a été président de la Commission scolaire du village de 1947 à 1949. Il a terminé sa carrière publique comme préfet de comté[26].
- Maxime Masson (1867-1960), curé de Sainte-Thècle de 1903 à 1955, et président de la Commission scolaire du village de Sainte-Thècle de 1915 à 1947.
- Laurent Naud (1909-1992), homme d'affaires dans l'industrie du bois et le commerce.
- Yvon Rivard (1945-), écrivain Canadien ayant remporté deux prix Prix du Gouverneur général, recevant le prix Prix du Gouverneur général pour le roman de langue française en 1986 pour «Les silences du corbeau» et le Prix du Gouverneur général pour le documentaire de langue française en 2013 pour «Aimer, enseigner».
- Alphée Saint-Amand (1903-1983), maire, chef pompier, chef ambulancier, entrepreneur de pompes funèbres, propriétaire de garage, chef d'entreprise de textile et commerçant.
- Benoît Tousignant (1927-2015), cardiologue ayant pratiqué à Trois-Rivières de 1964 à 1991. Benoit Tousignant a œuvré au sein des Escadrilles Canadiennes de Plaisance jusqu’au rang de Commandant de l’Escadrille de Trois-Rivières[27].
- Jeffrey Veillet (1881-1946), maire, homme d'affaires dans l'industrie du bois et le commerce[28],[29],[30],[31].

## Galerie photographique

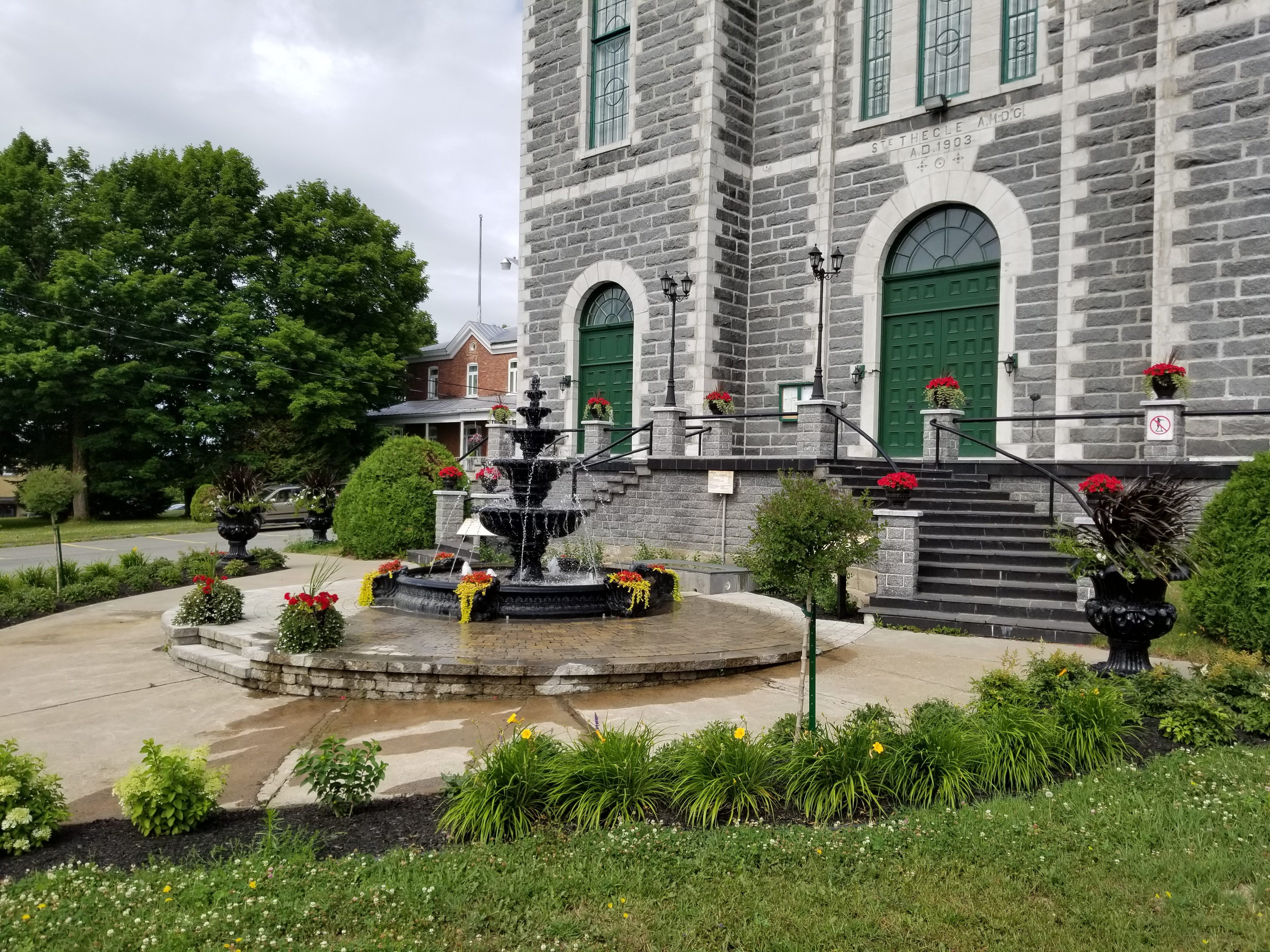
Fontaine érigée en 2017 devant l'église.
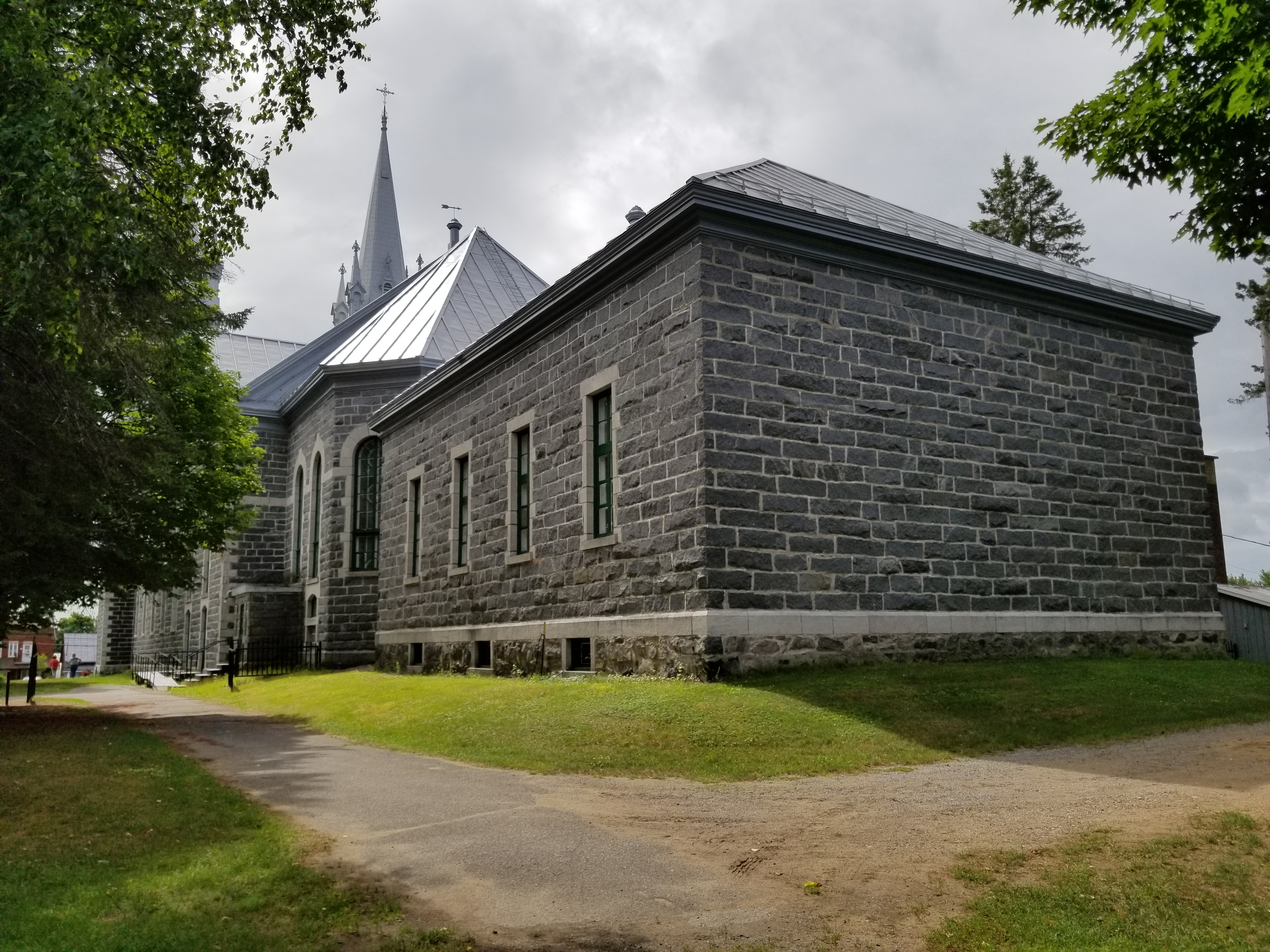
Arrière de l'église de Sainte-Thècle, qui a été construite de 1903 à 1905.
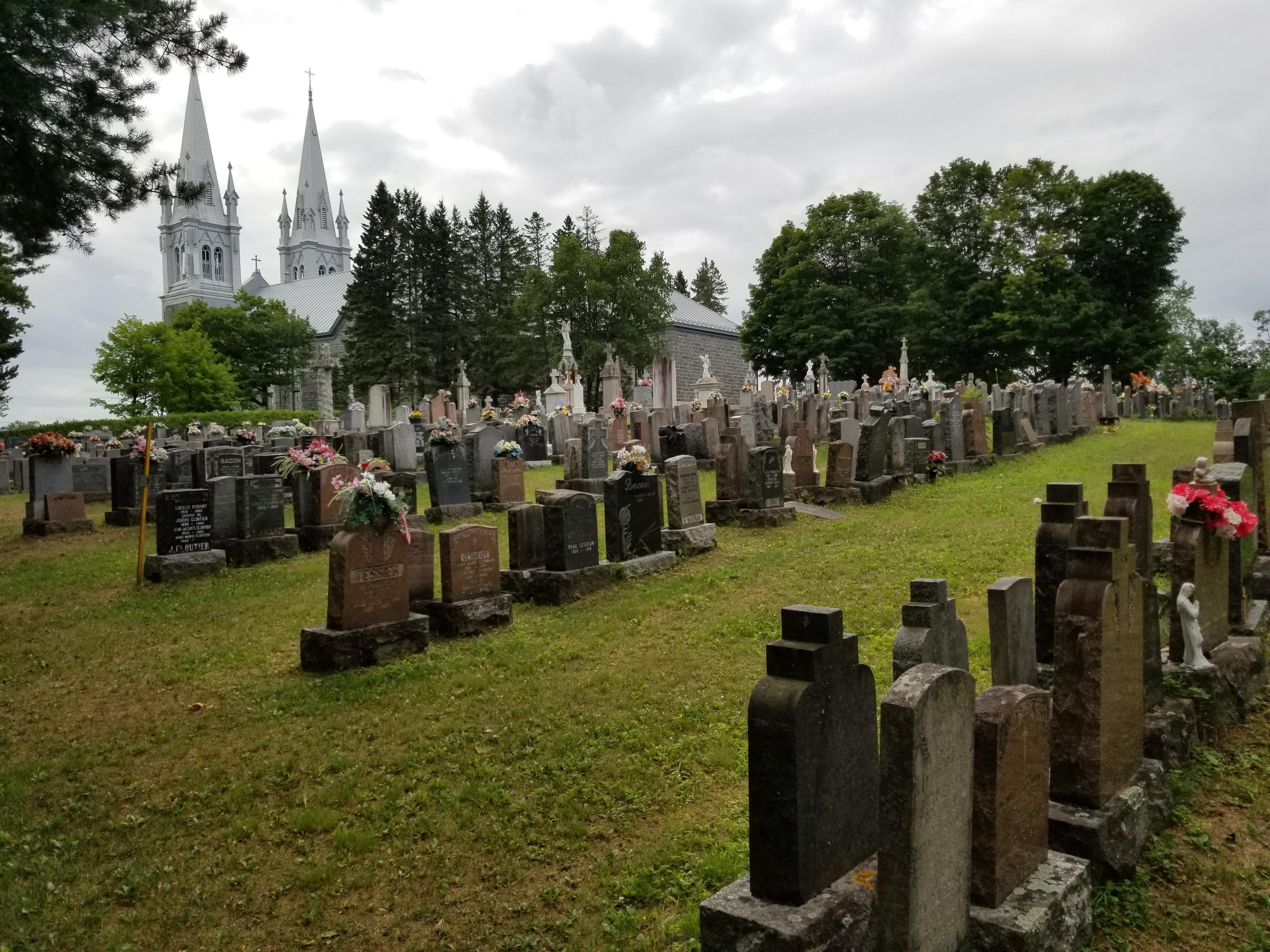
Vue de la section Nord du cimetière d'en haut de Sainte-Thècle.
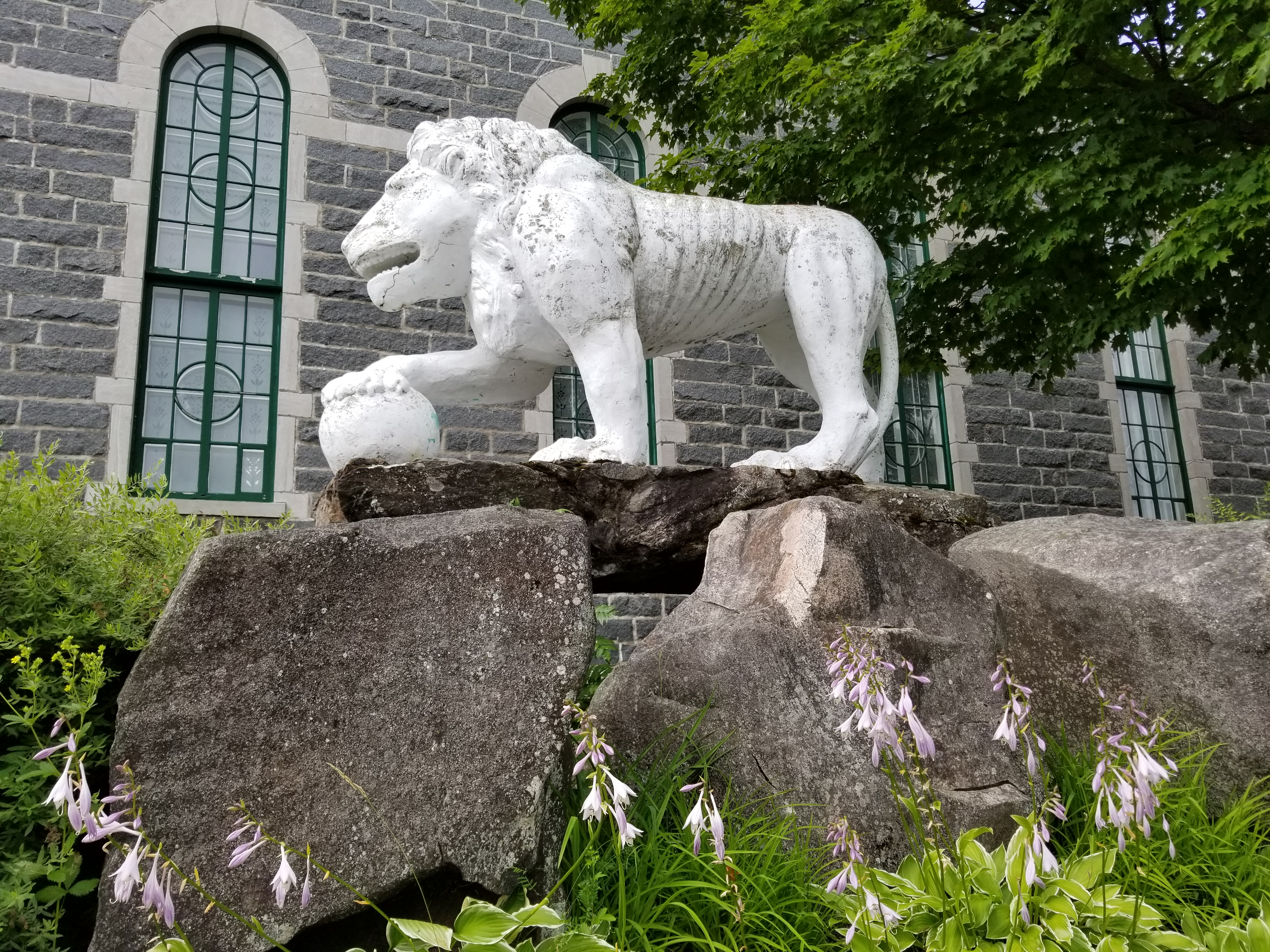
Lion de ciment sur le côté nord-est de l'église de Sainte-Thècle façonné par le curé Maxime Masson.
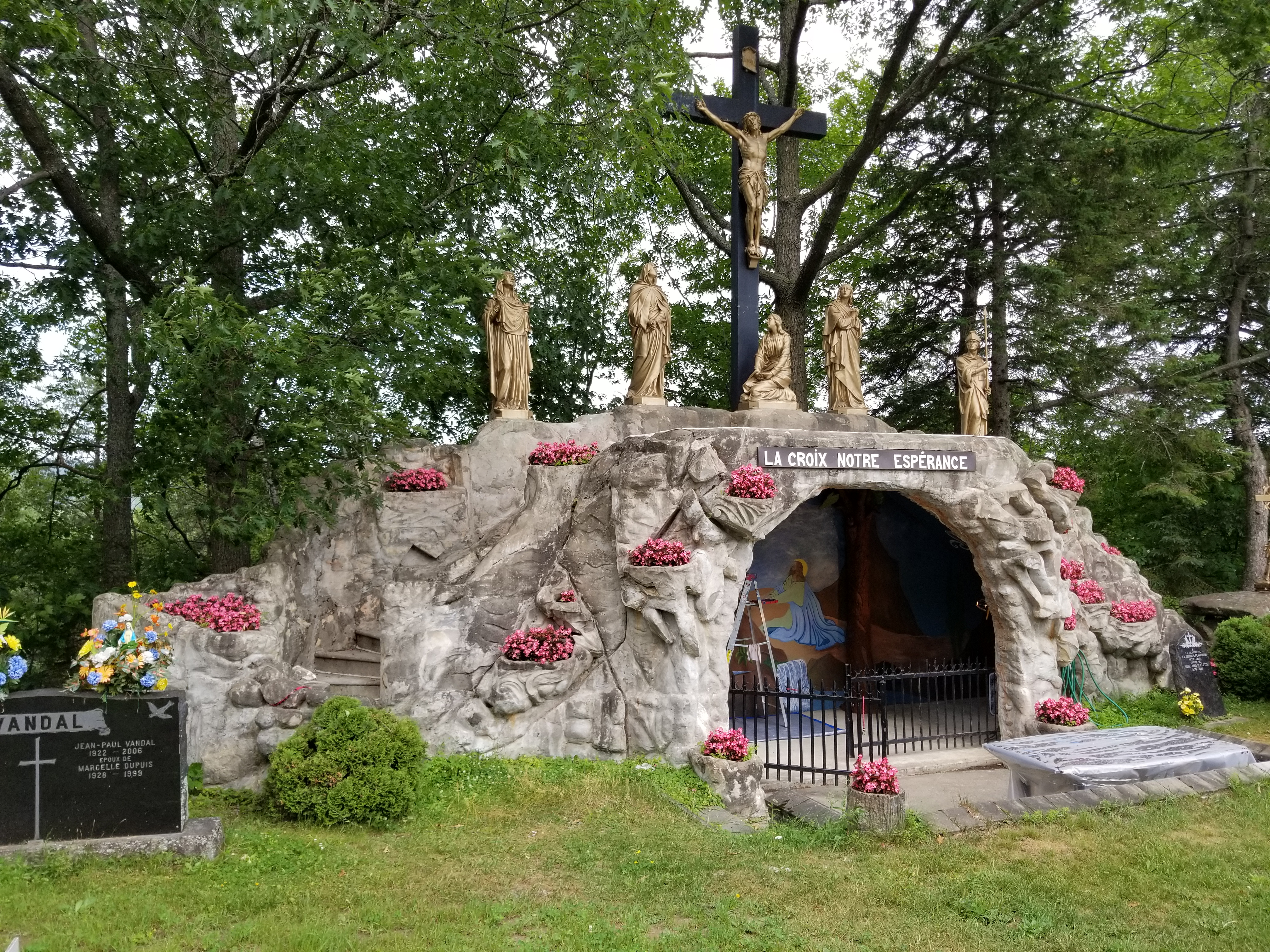
Calvaire érigé par le curé Maxime Masson en haut de la falaise du cimetière de Sainte-Thècle.
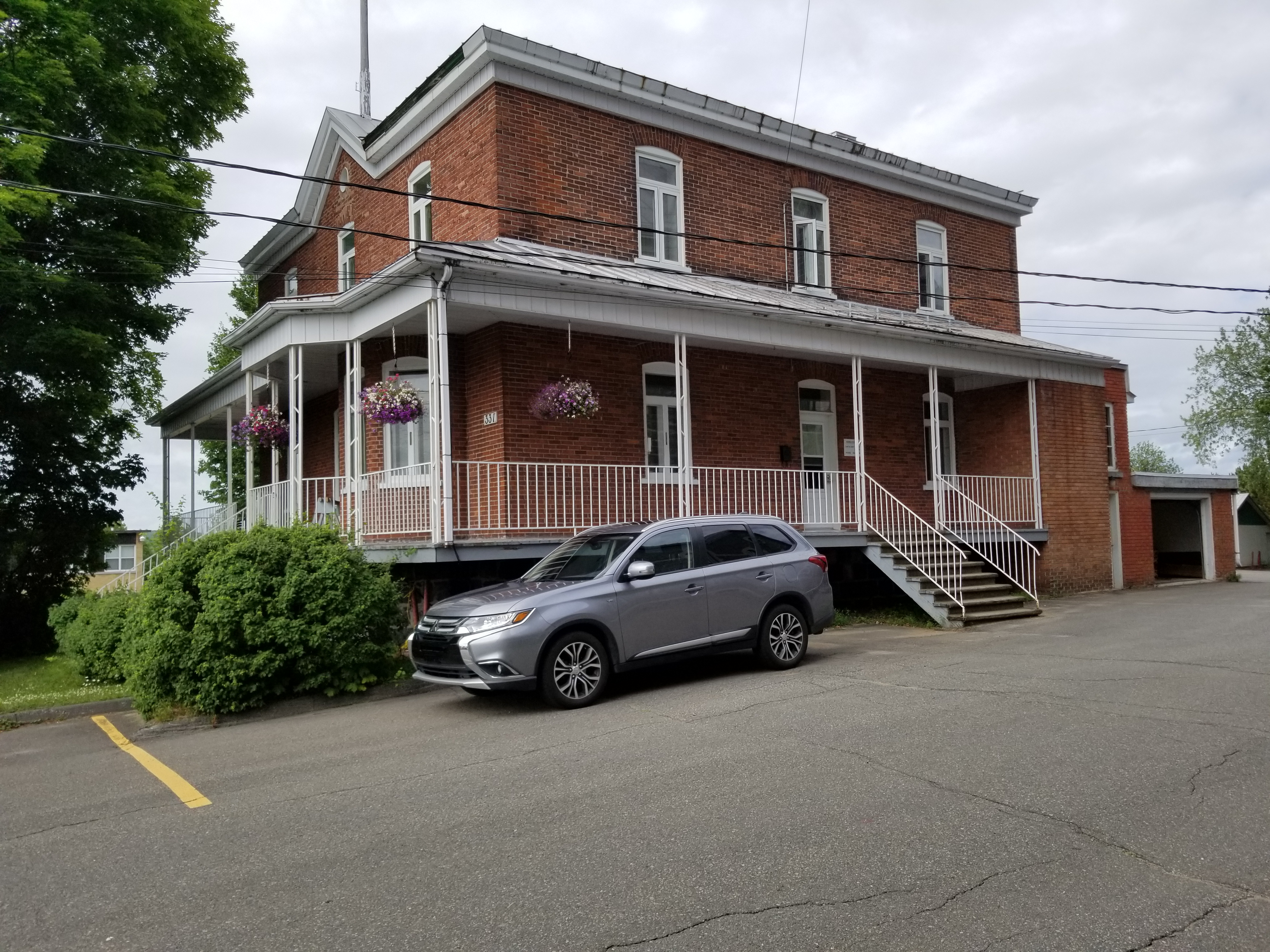
Presbytère de Sainte-Thècle.
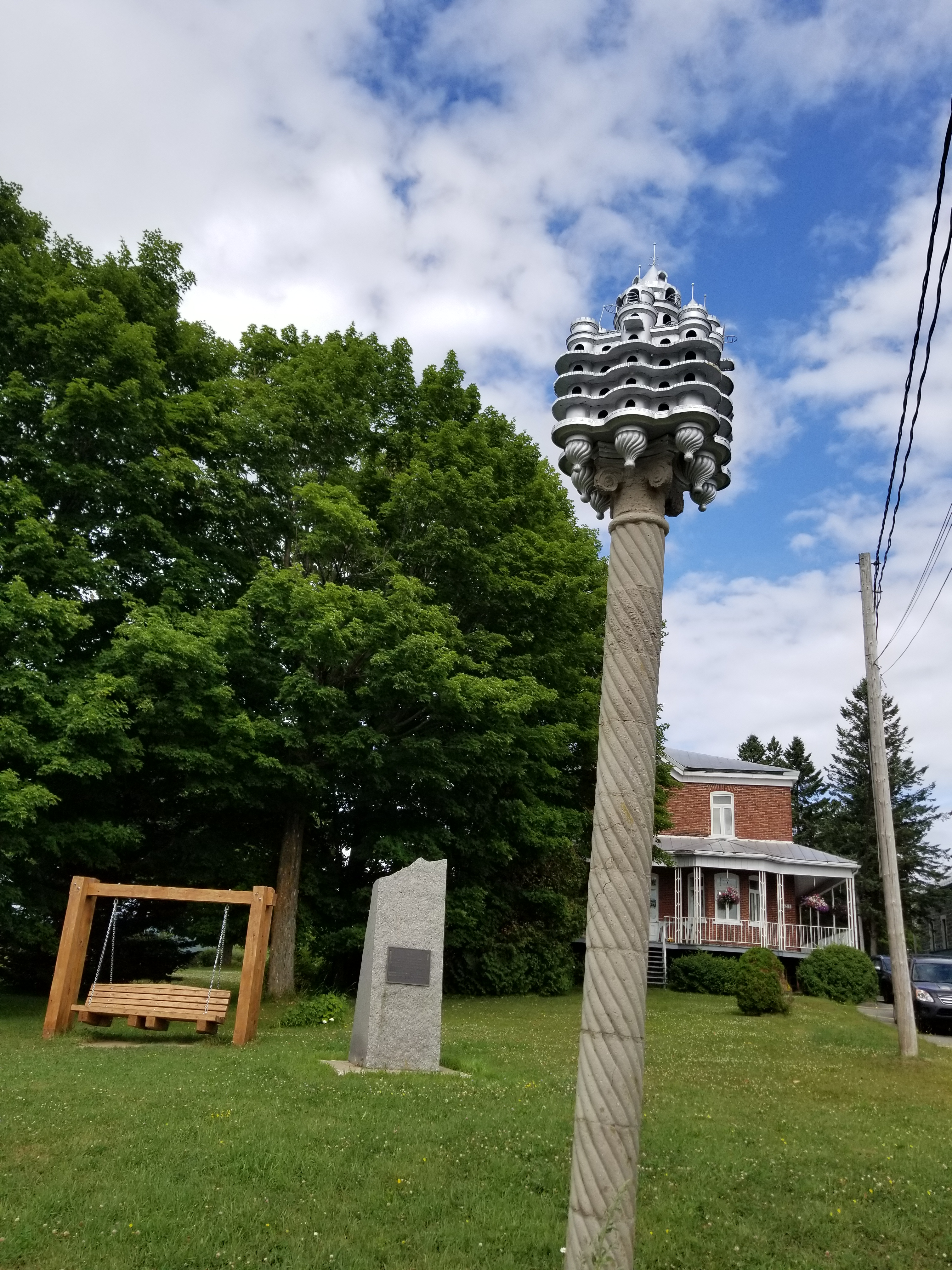
Château d'oiseaux de l'époque du curé Maxime Masson et pierre du Centenaire, installés dans le parterre avant du presbytère.
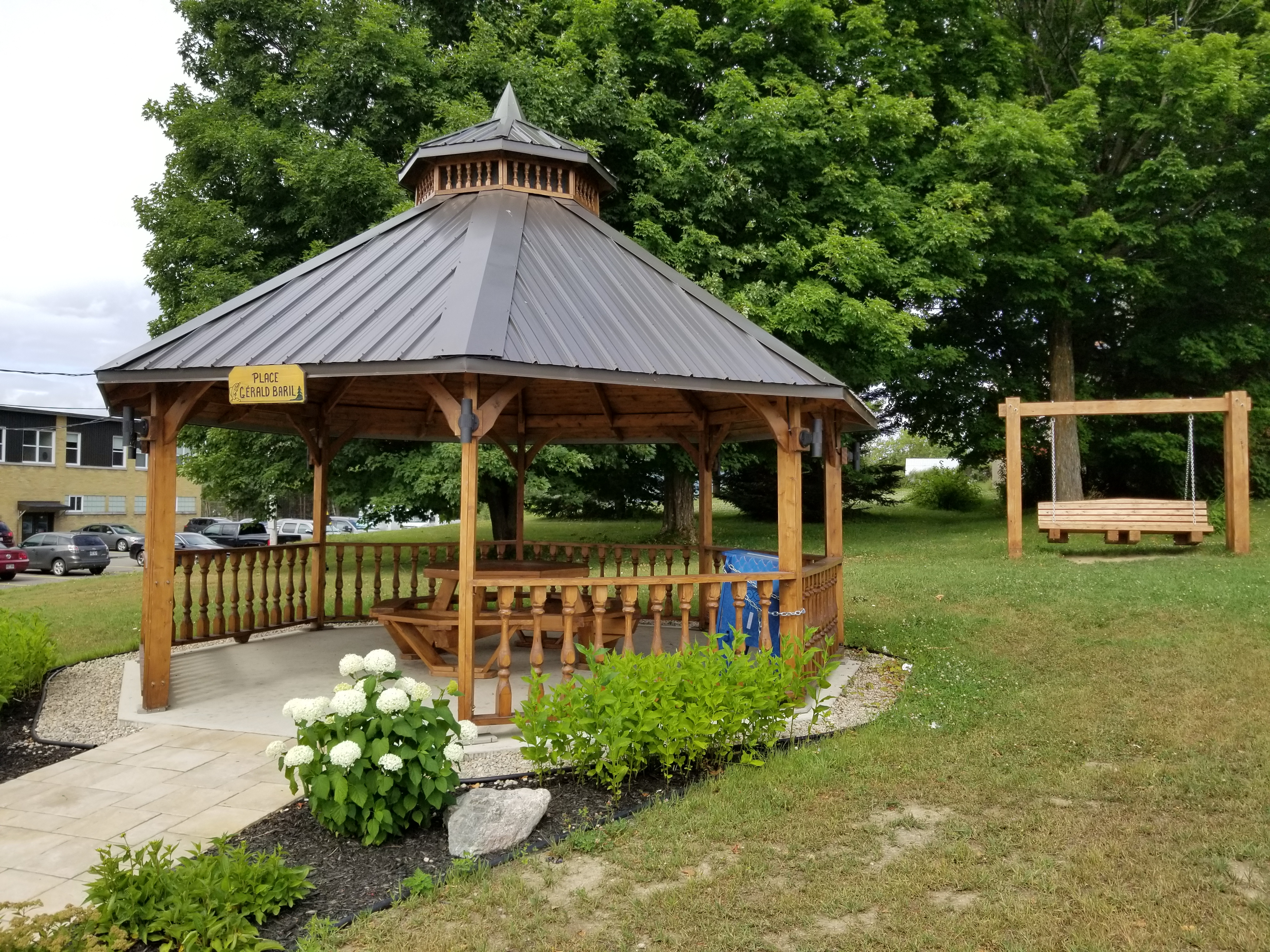
Kiosque aménagé devant le presbytère, près de l'hôtel de ville.
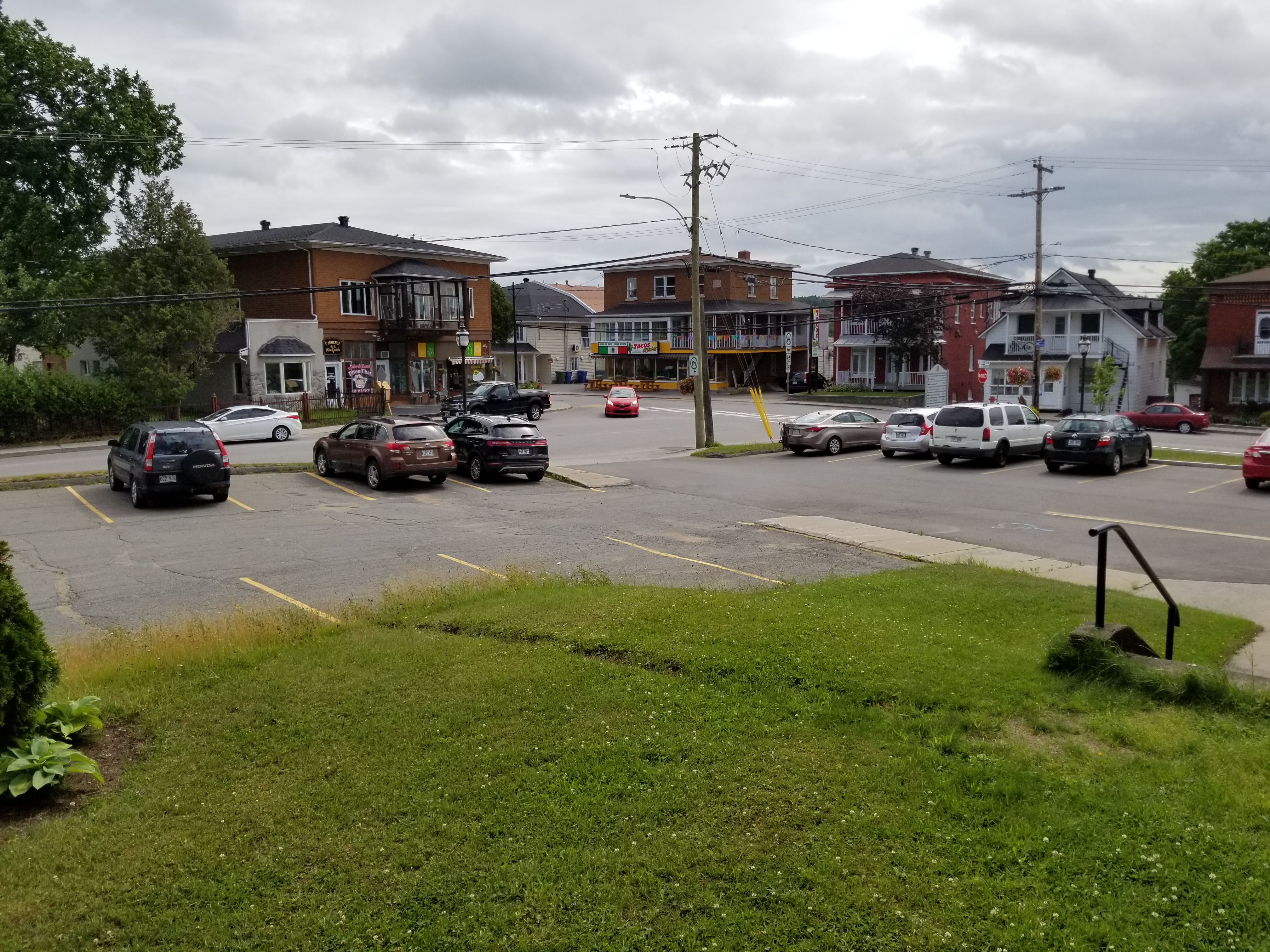
Centre du village de Sainte-Thècle (coins Masson et Saint-Jacques) vu du parterre de l'église.
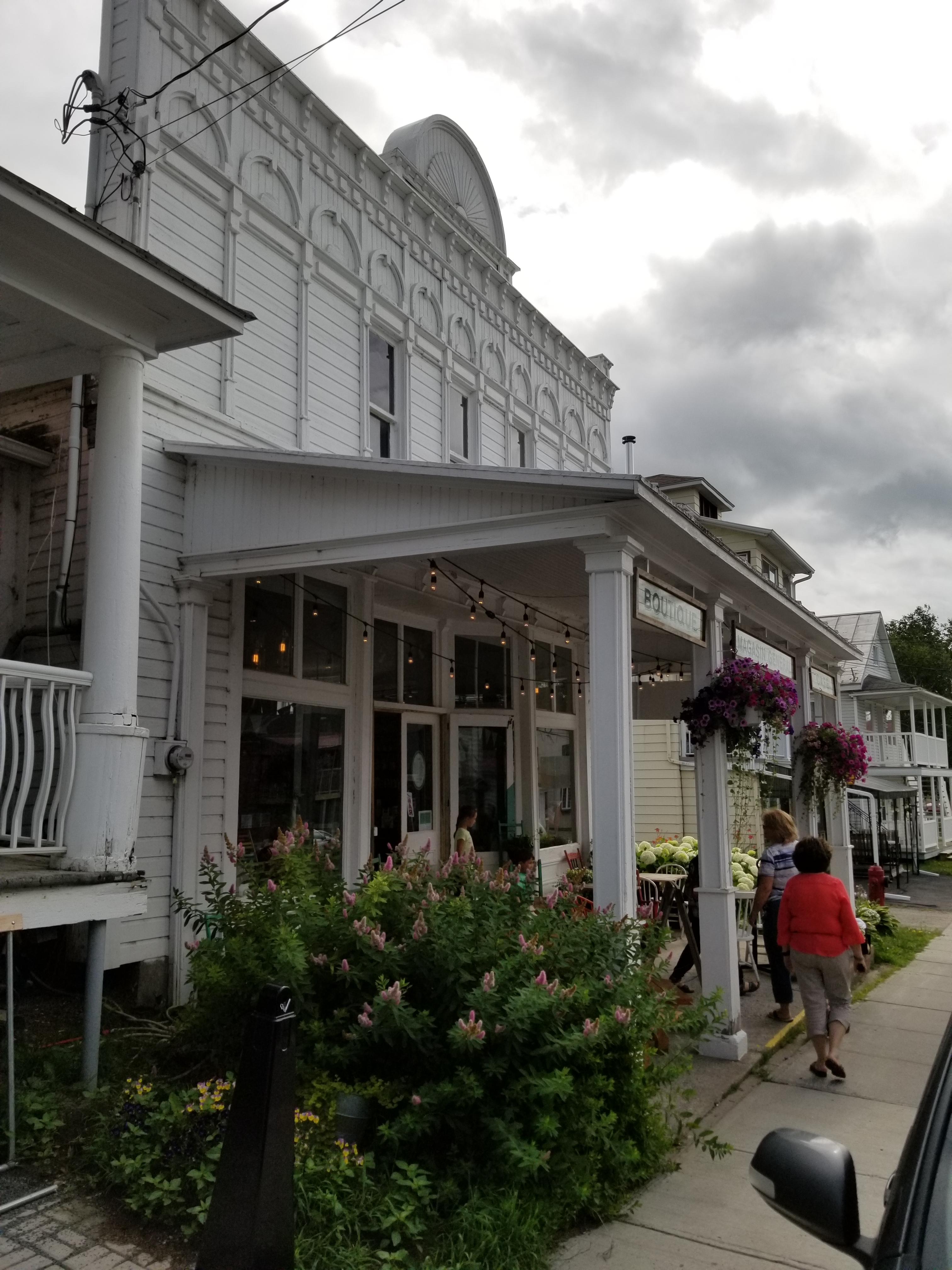
Façade avant du Café-Boutique "Aux Cinq Sœurs" sur la rue Masson, soit l'ex-magasin de David Leblanc.
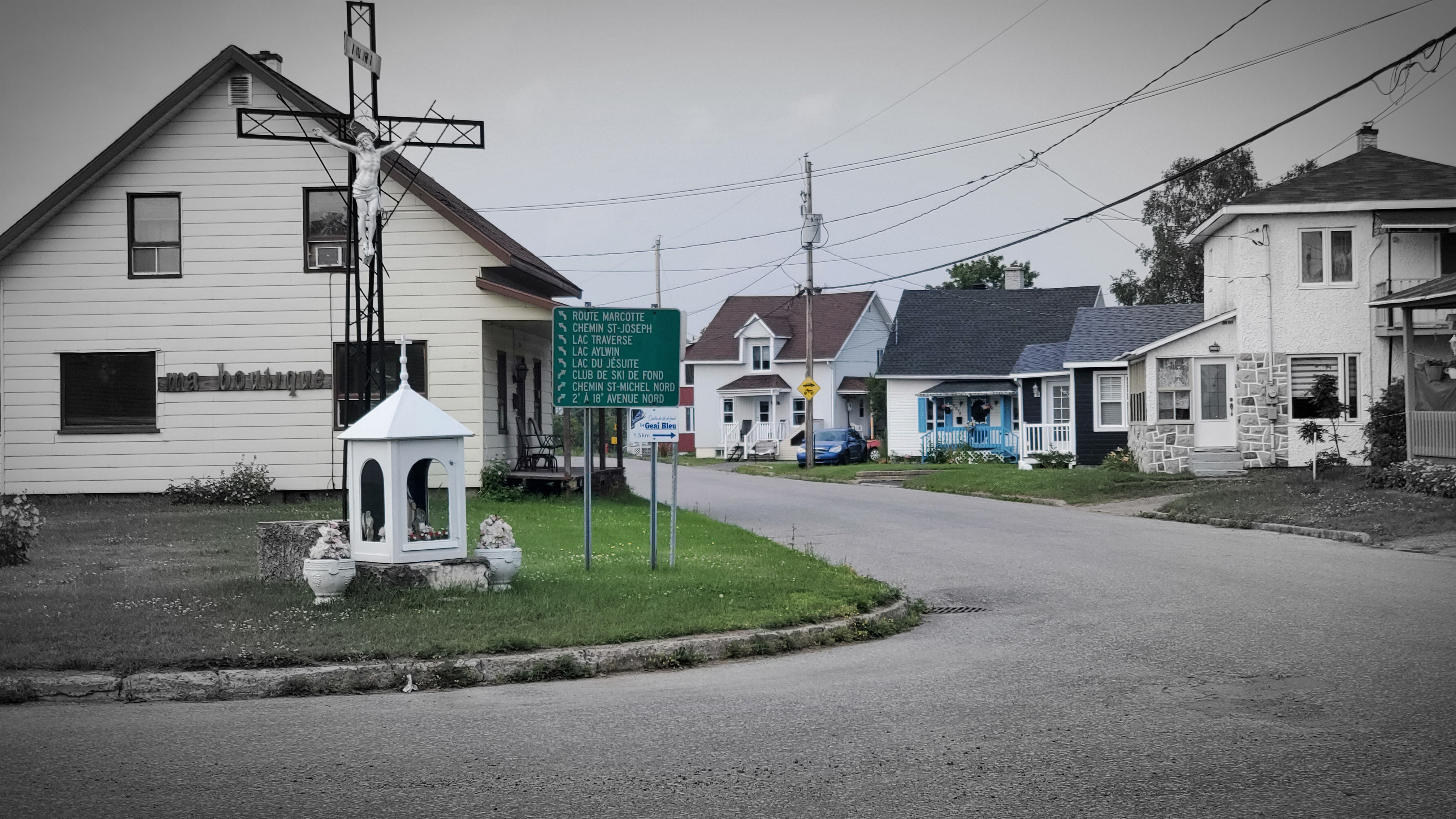
Croix de chemin au coin du chemin St-Michel-Nord et de la rue Marcotte en 2021.
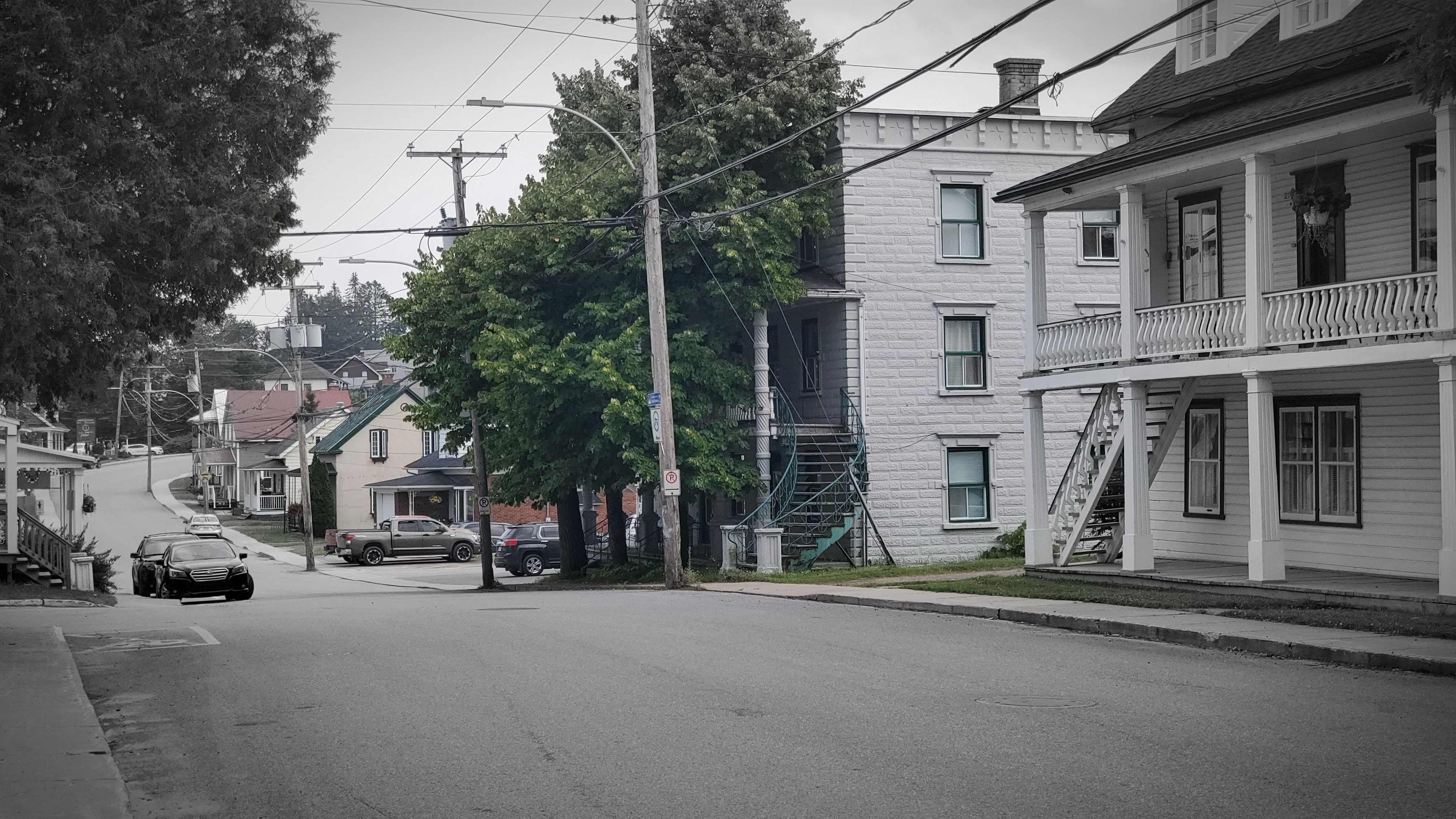
Rue Masson (au coin de la rue Saint-Jean) dans le village d'en bas.
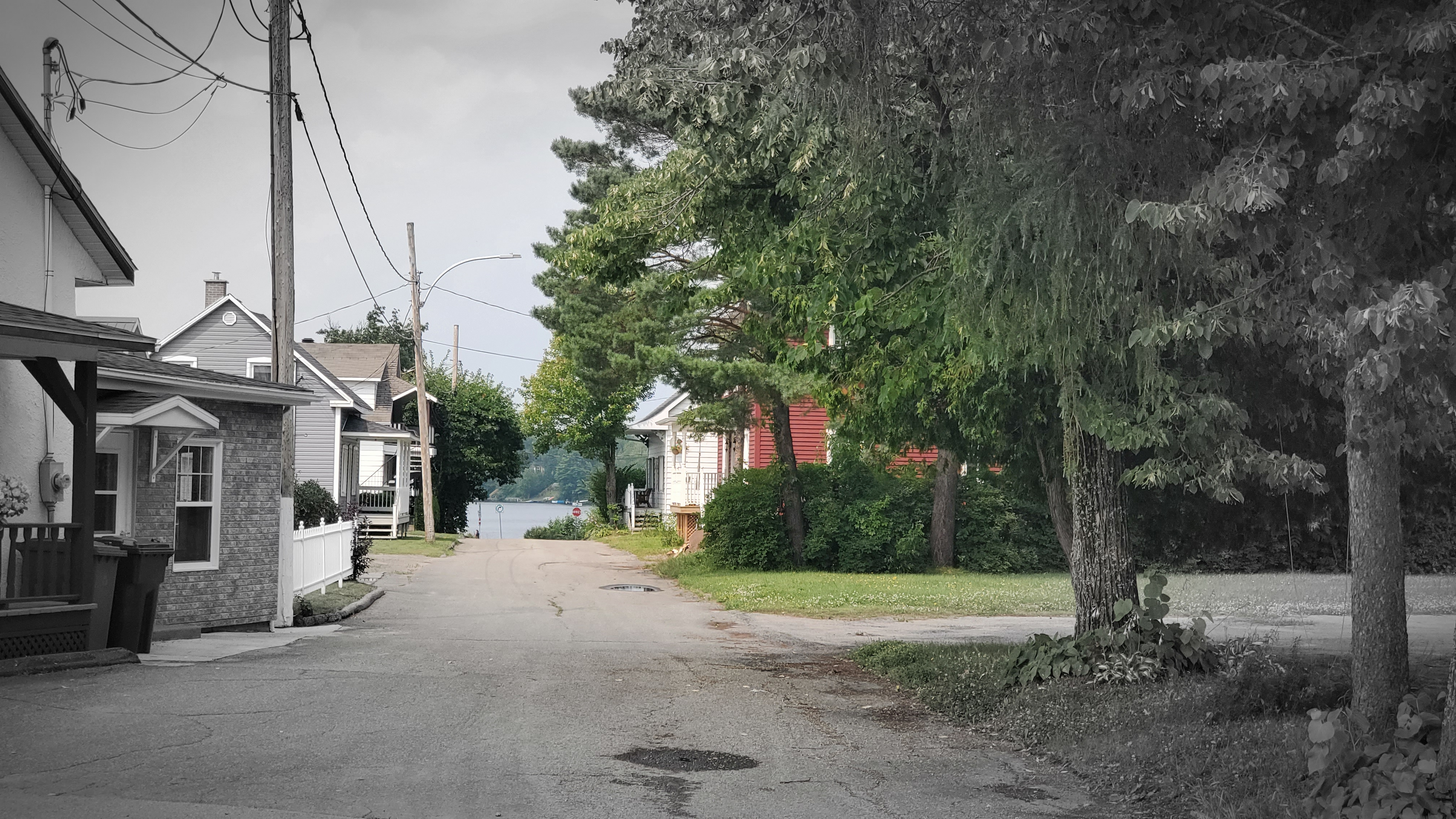
Vue de la rue Tessier de Sainte-Thècle (Québec) à partir de l'intersection de la rue Masson en juillet 2021.